# Кримерман, Ефим Семёнович
Ефим Семёнович Кримерман (литературные псевдонимы Ефим Чунту — рум. Efim Ciuntu и Григоре Сингурел — рум. Grigore Singurel; 1923, Бельцы, Бессарабия, Румыния — 2015, Ахен, Германия) — молдавский советский поэт-песенник и радиожурналист.

## Биография
Учился в начальной школе в Галаце, окончил лицей «Mihai Viteazul» в Бухаресте. С началом Великой Отечественной войны эвакуировался из Кишинёва и ушёл добровольцем на фронт. После демобилизации в чине капитана в 1945 году нашёл родителей и вернулся с ними в Кишинёв.
Окончил филологический факультет Кишинёвского университета по специальности молдавский язык и литература. Публиковать стихи начал в студенческие годы. Работал лектором-музыковедом и литературным редактором при Молдавской государственной филармонии в Кишинёве. В 1980 году эмигрировал в Израиль, позже жил в Мюнхене и Аахене, где много лет работал журналистом и редактором в румынском отделе Радио «Свобода» (1981—1994, под псевдонимом Григоре Сингурел).
Ефим Кримерман — автор слов к песням современных молдавских композиторов, значительная часть которых были написаны под псевдонимом Ефим Чунту. Многолетнее сотрудничество связывало его с Михаем Долганом и ансамблями Норок и Контемпоранул, Олегом Мильштейном и ансамблем Оризонт, братьями Ионом и Петром Теодоровичами' Среди исполнителей песен на стихи Е. С. Кримермана также Мария Кодряну, София Ротару, Ион Суручану, Ян Райбург, Николае Сулак, Вадим Мулерман, джаз-оркестр «Букурия».
Песня на стихи Е. С. Кримермана «Только ты мне нужна» заняла 1-е место на Международном молодёжном фестивале в Сочи (1968), песня «Nu cînta iubirea» стала лауреатом всесоюзного фестиваля «Песня-79». Кавер-версия написанной для ансамбля Норок песни «De ce plâng chitarele?» (О чём плачут гитары) приобрела популярность в 2003 году в исполнении O-Zone.
Похоронен рядом с женой на Еврейском кладбище в Ахене.

## Семья
Жена — Шейндл Кримерман (1923—2010). Дочь — Сильва Кримерман, редактор.

## Песни
- Оризонт (П. Теодорович — Е. Кримерман) — ансамбль Оризонт
- Город любви (Т. Марин — Е. Кримерман) — ансамбль Оризонт, Мария Кодряну
- Поздняя любовь (Ион и Петре Теодоровичи — Е. Чунту) — София Ротару
- Валентина (Думитру Георгица — Ефим Кримерман) — София Ротару
- Моё желание (И. и П. Теодоровичи — Е. Чунту) — ансамбль «Контемпоранул» («Норок»)
- Не уходи (П. Теодорович — Е. Чунту) — ансамбль «Контемпоранул» («Норок»)
- Дорул меу (И. и П. Теодоровичи — Е. Чунту) — ансамбль «Контемпоранул» («Норок»)
- По солнечной улице (Аркадий Люксембург — Е. Кримерман)
- Без тебя (Аркадий Люксембург — Е. Кримерман)
- Скажи, зачем и почему (М. Долган — Е. Кримерман, русский текст М. Рябинина) — Вадим Мулерман
- Фрумоасе-с нунциле’н колхоз (Д. Георгицэ — Е. Кримерман) — Николае Сулак
- Вынтуле (Я. Райбург — Е. Кримерман) — Ян Райбург
- Хай норок (В. Вилинчук — Е. Кримерман) — Ефим Бэлцану и Молдавский джаз-оркестр «Букурия» п/у Шико Аранова
- Нуглумеск (Шико Аранов — Е. Кримерман) — Молдавский джаз-оркестр «Букурия» п/у Шико Аранова,  Людмила Иванова
- Са нэскут о страдэ ноуэ (С. Шапиро — Е. Кримерман) — Молдавский джаз-оркестр «Букурия» п/у Шико Аранова
- Добро пожаловать в Молдову (În Moldova vă poftim, Владимир Ротару — Ефим Чунту)
- Чине'н кодру се адунэ? (С. Лункевич — Ефим Кримерман) — ансамбль «Флуераш», Зинаида Жуля
- Вэ кынт, плугарь (Думитру Георгица — Е. Кримерман) — ансамбль «Флуераш» п/у Сергея Лункевича, Зинаида Жуля
- Хай пофтиць ла маса маре (музыка народная — Е. Кримерман) — Николае Сулак
- Мэи Ионеле (Д. Георгица — Е. Кримерман) — ансамбль «Флуераш» п/у Сергея Лункевича, Евдокия Лика
- Стригэтурь Молдовенешть (музыка народная — Е. Кримерман) — Николае Сулак
- Svitanie (Básnik) (М. Долган — Е. Кримерман, пер. на чешский — Ján Turan) — Jozef Ivaška
- Прошу тебя (Олег Мильштейн — Е. Кримерман) — Мария Кодряну
- Дече (Михай Долган — Е. Кримерман) —  Оркестр Ленинградского мюзик-холла
- Лаудэ соарелуй (И. и П. Теодоровичи — Е. Кримерман) — вокально-инструментальный ансамбль «Орион», Нина Круликовская

## Публикации
- Grigore Singurel. Moldavia on the barricades of Perestroika. Radio Liberty Report on the USSR, 1, no. 8 (24 February 1989).
- Только песня: Песни молдавских композиторов на стихи Е. Кримермана. Для голоса без сопровожд. / Предисл. А. Бусуйока. — Кишинёв: Картя молдовеняскэ, 1968. — 75 с.
- С. Лункевич. Чтобы похожа была на тебя: Для смешанного хора без сопровождения / Обраб. для хора Вас. Мунтяна; Слова Е. Кримерман. — Кишинёв: Тимпул, 1971.
- Т. Згуряну. Сердце моё: Рапсодия для солиста и смешан. хора без сопровожд. / Муз. нар.; Обраб. Т. Згуряну; Слова Е. Кримермана. — Кишинёв: Тимпул, 1971.
- Т. Згуряну. Родина: Для голоса с сопровожд. фортепиано / Слова Е. Кримермана. — Кишинёв: Тимпул, 1972.
- Т. Згуряну. Две народные мелодии: Для солиста и смешан. хора без сопровожд. / Муз. обраб. Т. Згуряну; Слова Е. Кримермана. — Кишинёв: Тимпул, 1972.
- В. А. Вилинчук. Романтика: Песня-марш для голоса с сопровожд. фортепиано / Слова Е. Кримермана. — Кишинёв: Тимпул, 1972.

## Книги Е. С. Кримермана
- Голос из-за бугра: скрипты и воспоминания. Гельзенкирхен: Gelsen, 2011. — 306 с.